# Kibihe
Kibihe är ett periodiskt vattendrag i Burundi.   Det ligger i provinsen Karuzi, i den centrala delen av landet, 70 kilometer öster om huvudstaden Bujumbura.
Omgivningarna runt Kibihe är en mosaik av jordbruksmark och naturlig växtlighet. Runt Kibihe är det ganska tätbefolkat, med 230 invånare per kvadratkilometer.